# Tour Hekla
Tour Hekla  är en skyskrapa på 220 meter (482 ft), som för närvarande håller på att byggas i Puteaux, i distriktet La Défense i Frankrike. Det designades av den franska arkitekten Jean Nouvel. Byggnaden fick sitt byggnadstillstånd i juni 2016. Byggandet påbörjades i maj 2018 för en leverans planerad till början av 2022. När det är klart kommer det att vara det högsta tornet i distriktet La Défense, och förbi Tour First, den nuvarande högsta byggnaden i distriktet, liksom den näst högsta byggnaden i Frankrike. Kostnaden för projektet beräknas vara 248 miljoner euro.